# ثورة اجتماعية
الثورة الاجتماعية هي مصطلح واسع المعنى تختلف دلالاته تبعاً للمتحدث. في التروتسكية مثلاً، يشير مصطلح الثورة الاجتماعية إلى الاضطرابات التي تحطم وتغير قوانين الملكية الخاصة الحالية. ومن أمثلتها مثلاً، ثورة أكتوبر في روسيا عام 1917، والثورة الكوبية، حيث نقلت الملكية الرأسمالية (أو ماقبل الرأسمالية في بعض الأحيان) إلى نظام ملكية ما بعد الرأسمالية، حيث أديرت الملكيات من قبل خطة بدلاً عن السوق. تختلف الثورة الاجتماعية عن الثورة السياسية المحضة، والتي تستبدل الحكومة أو حتى تقوم بتغيير شكل ونظام الحكم، ولكن تبقي نظم الملكية على حالها ماقبل الثورة. إلا أنه قد لا تعني الثورة الاجتماعية بالضرورة سيطرة الطبقة العاملة ككل على الإنتاج وتوزيع السلع ورأس المال -ففي العديد من البلدان، انتقلت سيطرة رأس المال إلى نخبة جديدة في شكل «الحزب الشيوعي»- المعنى العام هو عدم وجود السوق، وأنه تمت مصادرة جميع ممتلكات الطبقة الرأسمالية.
في لغة الاشتراكية التحررية والاسلوطية، الثورة الاجتماعية هي ثورة تهدف إلى إعادة تنظيم المجتمع كله، وتكون من أسفل إلى أعلى، على عكس الثورات السياسية المحضة أو تلك التي تتركز في حزب الطليعة الذي يقود الثورة، وتعتبر الثورة الإسبانية من أوضح الثورات التي تجلت بها هذا النوع من الثورات. وعرف ألكسندر بيركمان الثورة الاجتماعية بأنها «وسيلة لإعادة تنظيم الحياة الصناعية والاقتصادية للبلد، وبالتالي، إعادة بناء وترتيب المجتمع بأكمله».
يمكن استخدام مصطلع الثورة الاجتماعية بشكل أعمل في الإشارة إلى التغيير الجذري في المجتمع، كما في الثورة الفرنسية، وحركة الحقوق المدنية الأمريكية، والهيبيز وحركات الإصلاح المضادة والهوية الشخصية وحرية التعبير والموسيقى والفنون والأزياء، والتكنولوجيا البديلة وحماية البيئة ووسائل الإعلام المركزي.
في الفكر الإسلامي، وبالتحديد في المذهب الشيعي، تتواجد الحاجة للثورة الاجتماعية عند وجود أي شكل من أشكال الحكومات الاستبدادية المستبدة تجاه شعبها. كان المفهوم الأساسي للثورة الإيرانية هو التأكيد على أن الحرية الروحانية للشخص هي أهم جوانب الحياة الأساسية. وهو المفهوم الذي يحاول كسره جميع الديكتاتوريين في العالم.
قالت فيدا سكوكبول في مقالها" فرنسا وروسيا والصين: تحليل هيلي للثورات الاجتماعية"، على أن الثورة الاجتماعية هي "مزيج التحول الهيكيلي المستفيض، واضرابات طبقية واسعه (175).[بحاجة لمصدر] توصلت ثيدا لهذا التعريف من خلال جمع بين تعريف صامويل هنتنغتون على أنها "تغير سريع، وأساسي، وعنيف في الخرافات والقيم السائدة في المجتمع، في مؤسساتها السياسية والبنية الاجتماعية، والقيادية، والأنشطة السياسية والحكومية"،[بحاجة لمصدر] وتعريف لينين بأن الثورات هي "مهرجانات المضطهدين...[الذين يعملون] كصناع نظام اجتماعي جديد" (سكوكبل 175).[بحاجة لمصدر] وتذكر أيضا أن هذا التعريف يستثني العديد من الثورات، لأنها فشلت في تحقيق كلا (أو أحد) شطري هذا التعريف.